# Cerylon sharpi
Cerylon sharpi is een keversoort uit de familie dwerghoutkevers (Cerylonidae). De wetenschappelijke naam van de soort werd in 1967 gepubliceerd door Takehiko Nakane.